# Малое Ивановское (городской округ Мытищи)
Малое Ивановское — деревня в городском округе Мытищи Московской области России. Население — 12 чел. (2010).

## География
Расположена на севере Московской области, в северной части Мытищинского района, примерно в 21 км к северо-западу от центра города Мытищи и 19 км от Московской кольцевой автодороги. Восточнее деревни находится Пестовское водохранилище, южнее — Пяловское водохранилище, западнее протекает впадающая в Клязьму река Уча.
В деревне 6 улиц — Берёзовая аллея, Лесная, Лучевая, Радужная, Хвойная и Центральная, приписано садоводческое товарищество. Ближайшие населённые пункты — деревня Фелисово, село Марфино, посёлки совхоза «Марфино» и Николо-Прозорово.

## Население
| 1852 | 1859 | 1890 | 1899 | 1926 | 2002 | 2010 |
| ---- | ---- | ---- | ---- | ---- | ---- | ---- |
| 57   | ↗60  | ↗77  | ↗95  | ↗109 | ↘9   | ↗12  |

## История
В середине XIX века деревня относилась ко 2-му стану Московского уезда Московской губернии и принадлежала княгине Прозоровской, в деревне было 10 дворов, крестьян 25 душ мужского пола и 32 души женского.
В «Списке населённых мест» 1862 года — владельческая деревня Московского уезда по левую сторону Ольшанского тракта (между Ярославским шоссе и Дмитровским трактом), в 30 верстах от губернского города и 18 верстах от становой квартиры, при пруде, с 8 дворами и 60 жителями (31 мужчина, 29 женщин).
По данным на 1899 год — деревня Марфинской волости Московского уезда с 95 жителями.
В 1913 году — 17 дворов.
По материалам Всесоюзной переписи населения 1926 года — центр Мало-Ивановского сельсовета Трудовой волости Московского уезда в 5,5 км от Дмитровского шоссе и 6,5 км от станции Катуар Савёловской железной дороги, проживало 109 жителей (51 мужчина, 58 женщин), насчитывалось 24 крестьянских хозяйства.
С 1929 года — населённый пункт в составе Коммунистического района Московского округа Московской области. Постановлением ЦИК и СНК от 23 июля 1930 года округа как административно-территориальные единицы были ликвидированы.
1929—1935 гг. — деревня Румянцевского сельсовета Коммунистического района.
1935—1939 гг. — деревня Румянцевского сельсовета Дмитровского района.
1939—1951 гг. — деревня Румянцевского сельсовета Краснополянского района.
1951—1954 гг. — деревня Черновского сельсовета Краснополянского района.
1954—1959 гг. — деревня Сухаревского сельсовета Краснополянского района.
1959—1960 гг. — деревня Сухаревского сельсовета Химкинского района.
1960—1963, 1965—1994 гг. — деревня Сухаревского сельсовета Мытищинского района.
1963—1965 гг. — деревня Сухаревского сельсовета Мытищинского укрупнённого сельского района.
1994—2006 гг. — деревня Сухаревского сельского округа Мытищинского района.
2006—2015 гг. — деревня сельского поселения Федоскинское Мытищинского района.